# رابرت هال (بازیکن فوتبال)
رابرت هال (انگلیسی: Robert Hall؛ زادهٔ ۲۰ اکتبر ۱۹۹۳) یک بازیکن فوتبال اهل انگلستان است. 